# Alexis André
Pour les articles homonymes, voir André et Alexis André (homonymie).
Alexis André (6 juillet 1832 - 10 janvier 1893) est un prêtre missionnaire catholique qui vécut son sacerdoce dans l'ouest du Canada.

## Biographie
Né à Kergompez en France, il entre au noviciat de Nancy des oblats de Marie-Immaculée, est ordonné prêtre le 14 juillet 1861 et immédiatement envoyé comme missionnaire à la colonie de la rivière Rouge et au Territoire du Dakota. Il passe la plupart de son temps auprès des populations du Manitoba, de la Saskatchewan et de l'Alberta, plus spécialement auprès des Métis. Il dirigea sa première messe à Prince Albert.
Sa proximité avec les métis fit que le père André fut désigné conseiller spirituel de Louis Riel avant son exécution en 1885.
Il est nommé à la mission de Calgary en 1887, où il meurt le 10 janvier 1893.